# Tofa
Pour les articles homonymes, voir Tofa (homonymie).
Tofa est une zone de gouvernement local de l'État de Kano au Nigeria,.
Le code postal de cette région est 701.

## Source
- (en) Cet article est partiellement ou en totalité issu de l’article de Wikipédia en anglais intitulé « Tofa, Nigeria » (voir la liste des auteurs).